# Plate-forme d'intervention régionale de l'océan Indien
La Plate-forme d'intervention régionale de l'océan Indien, ou PIROI, est une organisation de la Croix-Rouge française chargée des interventions de secours en cas de catastrophe dans le Sud-Ouest de l'océan Indien. Constituée en quelques mois entre octobre 1999 et avril 2000, elle a son siège à Sainte-Marie, sur l'île de La Réunion, un département et région d'outre-mer français.